# Sommarbuskis
Sommarbuskis var en årlig revy-uppsättning under 1991–1994, med Stefan & Krister (Stefan Gerhardsson och Krister Classon, då Claesson) som huvudpersoner bakom revyn, och var något av en övergångsrevy efter Skåpbubblor. (Sommarbuskis byggdes mest upp på sketcher och monologer, till skillnad mot Skåpbubblor som var mer musikaliskt uppbyggd.) Upplagorna 1992–1994 producerades även som filmatiseringar på videokassett, med regi och hopklipp av Anders Wällhed, och som senare även släpptes som bonusmaterial på DVD-utgåvor.
Sommarbuskis blev scendebut för Siw Carlsson hos Stefan & Krister, med sin tidigare skapade rollfigur Augustina som huvudprofil (Carlsson fick även en annan monologfigur, som endast gjordes i Sommarbuskis, vilken var violinspelerskan och tvillingen "Magnhild"). Turnén av Sommarbuskis år 1992 blev också det enda filmade scenmedverkandet i teamet av, sedan 2001 avlidne, Mats Ljung. 1994 års filmade Sommarbuskis-turné sändes i TV4 den 1 januari 1995, som fick närmare 1,8 miljoner tittare.
2021 års föreställning på Vallarnas friluftsteater var en jubileumsshow som gick under titeln “Sommarbuskis” och innehöll två akter fyllda med sketcher, monologer, revynummer, rolig sång och musik. Publikfavoriter som Olvert, Augustina, Dag-Otto, Blyge Örjan och Rakel dök upp, och bjöd på både nya skämt och favoriter i repris.

## Medverkande (i urval)
- Stefan Gerhardsson
- Krister Classon
- Jojje Jönsson
- Siw Carlsson
- Mats Ljung
- Anders Wällhed
- Håkan Runevad
- Bertil Schough
- Jan Holmquist